# Eliminator (¿verdad o atrevimiento?)
Truth or Dare?: A Critical Madness es una película de horror de 1986, escrito y dirigido por Tim Ritter.

## Elenco
- John Brace como Mike Strauber
- Mary Fanaro como Sharon Strauber
- Bruce Gold como Jerry Powers
- A. J. McLean como Mike Strauber de joven
- Priscilla Duff como la sra. Strauber
- Kerry Ellen Walker como autoestopista
- D.C. Goff como vigilante del estacionamiento
- Rick Paige como Doctor Burt Thorne
- Mona Jones as Dra. Emma Evans
- Bruce Paquette como mecánico del garaje
- Edward L. Elliott II como hombre de la casa de al lado
- Therese C. Elliott como mujer de la casa de al lado
- Raymond Carbone como Detective Jon K. Rosenberg
- Geoffrey Miller como Wes
- Tami Smith como Doctor Bachman
- Norm Rosenbaum como hombre calvo
- Asbestos Felt como hombre con verrugas/voz en el noticiario
- Anthony T. Townes como Steve
- Joel D. Wynkoop como Guardia #2
- Pam Weitzman como mujer con equipaje
- Terence Andreucci como Agente Pournelle
- Richard K. Day como Agente Down
- Si Stillerman como forense
- Scott Weitzman como jugador de béisbol
- Angelina Rodell como anciana

## Producción
Truth or Dare? tuvo un presupuesto de $200,000, fue filmado en una película de 16 mm, y específicamente para el mercado direct-to-video. El escritor y director Tim Ritter tuvo 17 años cuando el guion fue vendida, y 18 cuando entró en producción.